# 石猴駅
石猴駅(せっこうえき)は、台湾嘉義県阿里山郷にある阿里山森林鉄路眠月線の終着駅（休止駅）。海抜2,318メートル。

## 概要
当駅は、阿里山森林鉄道眠月線の終点（終着駅）である。しかし、1999年におこった921大地震によって、壊滅的な被害を受け、休止中である。2018年現在は駅の修復を行っている。

## 沿革
- 1915年 - 開業。
- 1999年 - 休止。

## 周辺

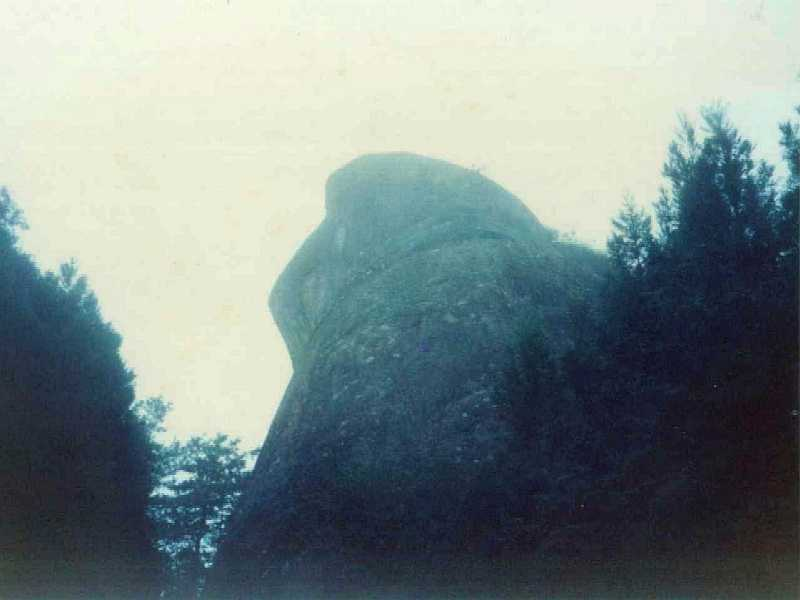
眠月石猴

- 眠月石猴（達摩岩）
- 溪阿縱走（中国語版）登山口

## 隣の駅
阿里山森林鉄道
■眠月線（運休中）
眠月駅 - 石猴駅